# Neotinea
Neotinea – rodzaj roślin z rodziny storczykowatych (Orchidaceae). Obejmuje 6 gatunków i 2 hybrydy występujące w Europie, Azji i Afryce w takich krajach i regionach jak: Albania, Algieria, Austria, Białoruś, Litwa Łotwa, Estonia, Korsyka, Cypr, zachodnia i centralno-zachodnia część Rosji, Wyspy Kanaryjskie, Belgia, Bułgaria, Czechy, Słowacja, Dania, Francja, Niemcy, Wielka Brytania, Grecja, Węgry, Iran, Irak, Irlandia, Włochy, Ukraina, Liban, Syria, Libia, Madera, Kaukaz Północny, Palestyna, Polska, Portugalia, Rumunia, Sardynia, Sycylia, Hiszpania, Szwecja, Szwajcaria, Tunezja, Turcja, Ukraina, Bałkany.

## Systematyka
Rodzaj sklasyfikowany do podplemienia Orchidinae w plemieniu Orchideae, podrodzina storczykowe (Orchidoideae), rodzina storczykowate (Orchidaceae), rząd szparagowce (Asparagales) w obrębie roślin jednoliściennych.
Wykaz gatunków
- Neotinea commutata (Tod.) R.M.Bateman
- Neotinea conica (Willd.) R.M.Bateman
- Neotinea lactea (Poir.) R.M.Bateman, Pridgeon & M.W.Chase
- Neotinea maculata (Desf.) Stearn
- Neotinea tridentata (Scop.) R.M.Bateman, Pridgeon & M.W.Chase – storczyk trójzębny
- Neotinea ustulata (L.) R.M.Bateman, Pridgeon & M.W.Chase – storczyk drobnokwiatowy

Wykaz hybryd
- Neotinea × bugarachensis (J.Claess. & J.-M.Lewin) B.Bock
- Neotinea × dietrichiana (Bogenh.) H.Kretzschmar, Eccarius & H.Dietr.